# Alvis
Alvis ou Alvíss é um anão mitológico, conhecedor de tudo. Na mitologia nórdica, na ausência do deus Thor, ficou noivo de sua filha,Thrud. No Alvíssmál (A balada de Alvis), da Edda poética, conta-se como este anão por fim é enganado por Thor numa disputa de charadas, e, ao amanhecer, à luz do dia, Thor mata o anão, petrificando-o.